# Riku Handa
Riku Handa (半田 陸 Handa Riku?,  Yamagata, 1 de enero de 2002) es un futbolista japonés que juega como defensa para el Gamba Osaka de la J1 League.

## Trayectoria

### Clubes
| Club              | País  | Año       |
| ----------------- | ----- | --------- |
| Montedio Yamagata | Japón | 2019-2022 |
| Gamba Osaka       | Japón | 2023-     |